# Allotropa mecrida
Allotropa mecrida är en stekelart som först beskrevs av Walker 1836.  Allotropa mecrida ingår i släktet Allotropa och familjen gallmyggesteklar. Arten är reproducerande i Sverige. Inga underarter finns listade i Catalogue of Life.